# Фторид золота(III)
Фторид золота(III) (трифторид золота) — бинарное неорганическое химическое соединение золота со фтором, химическая формула AuF3.

## История получения
В 1949 году А. Д. Шарп в химической лаборатории Кембриджского университета обнаружил, что золото при небольшом нагреве легко растворяется в BrF3 с выделением брома. Упарив раствор в вакууме при 50 °С, он получил лимонно-жёлтые кристаллы с брутто-формулой AuBrF6, дающее соли — фтораураты натрия, калия и серебра, поэтому Шарп предположил, что в растворе BrF3 оно находится в ионизированной форме: AuBrF6 = BrF2+ + AuF4-.
Полученное соединение при 180 °С разлагалось с образованием оранжевого порошка AuF3. Этот фторид пытался получить ещё А. Муассан, нагревая до красного каления золотую проволоку в атмосфере фтора и получив при этом оранжевую корку неидентифицированного вещества, которое разложилось при дальнейшем нагревании. Как выяснил Шарп, фторид золота(III) разлагается на элементы при 500 °С и немедленно разлагается не только водой, но и даже 40 %-ной плавиковой кислотой:
AuF3 + ЗН2O → Au(OH)3 + 3HF.

## Физические свойства
Внешний вид — оранжево-жёлтые кристаллы.
Состоит из плоскоквадратных групп AuF4, объединённых через цис-расположенные атомы фтора двух соседних AuF4-, образуя спиралевидные цепи.
Стандартная энтальпия образования ΔH (298 К, кДж/моль): −363,6 (т); стандартная энтропия образования S (298 К, Дж/моль·K): 114,2 (т); стандартная мольная теплоемкость Cp (298 К, Дж/моль·K): 91,3 (т).

## Химические свойства
Разлагается при контакте с водой, при нагреве выше 500 °С.
С фторидами щелочных металлов образует тетрафтороаураты, которые легко гидролизуются.
Трифторид золота — мощный фторирующий агент: CCl4 спокойно фторируется им при 40 °С, но с бензолом и этанолом идёт бурная реакция с возгоранием.

## Получение
AuF3 получают:
- реакцией AuCl3 или AuBr3 с F2;
- термическим разложением при 120°С AuF3·BrF3[3].
- взаимодействием Au2Cl6 c фтором или трифторидом брома[2].
- при взаимодействии BrF3 с Au.